# Opraštanje
Opraštanje čin kojim se osoba oslobađa od mržnje i srdžbe potaknute nepravdom ili štetom koju je izazvala neka ina osoba.

## Opraštanje u kršćanstvu
Opraštanje je pojam koji mnogi, gotovo automatski, vežu uz kršćanstvo i nedvojbeno je da spada u njegovo središte. Riječ je o temi koja se, s jedne strane percipira kao važna, ali koja je zapravo u mnogočemu još potrebna daljnjeg istraživanja radi postizanja veće jasnoće. O etimologiji ove riječi najznačajniji etimološki rječnici grčkog jezika ne donose nikakvu informaciju. Čini se da riječ u sebi sadrži sliku razrješenja određene napetosti. Evanđelje po Luki nam može u tome malo pomoći, jer ono donosi uobičajen glagol za opraštanje koji je„άφίημι“, što bi u doslovnom smislu značilo: otpustiti, odbaciti, pustiti, osloboditi, dopustitiili u pravu:otpustiti iz službe/zatvora, oprostiti dug. Čini se dakle da je u Trećem evanđelju„άφίημι“tehnički termin za oprostiti. Govor o opraštanju nije jednoznačan i iznimno je teško sasvim jasno, pojmovno definirati što je opraštanje. Prema Vincentu Tayloru, teologu, opraštanje je faza koja prethodi pomirenju, etička aktivnost koja se sastoji u otklanjanju prepreka na putu pomirenja do obnove prekinutog zajedništva.
Uvjet za opraštanje je obraćenje, a nakon opraštanja slijedi opravdanje, pa pomirenje i punina obnovljenog zajedništva. Opraštanje je moguće razumjeti barem u tri temeljna smisla. Najbliži, najčešći i nedvojbeno najrašireniji smisao opraštanja je ponovna uspostava odnosa među ljudima između kojih se dogodilo zlo. Žrtva oprašta odgovornome za počinjeno zlo. Dakle, počinitelju. Oprašta se samo počinitelju. Ne nekom drugom umjesto njega. Ono što se oprašta jest realno počinjeno i podneseno zlo. Postoji i drukčije shvaćanje oprosta. Ono se tiče prvenstveno žrtve i njezina odnosa prema zlu, patnji i počinitelju. Ovako shvaćeno oproštenje je neovisno o počinitelju. Odnosi se samo na žrtvu i služi joj kao odvajanje, odmak od podnesenoga zla. Treći se smisao opraštanja odnosi na traženje oproštenja. Ono se odnosi na počinitelja. Podjednako kao i opraštanje koje se ne obraća počiniteljima, tako ni traženje oproštenja ne mora najprije biti upravljeno žrtvi. 
Unutar kršćanske vjere ovo nije nepoznato. Riječ je o traženju oproštenja od Boga, a odnosi se kako na pojedinca, tako i na zajednicu. No, taj se čin, uz veoma jasni odmak od religioznoga konteksta, profilirao i kao politički čin traženja oproštenja. Idealno bismo opraštanje mogli zamisliti kao proces u kojem počinitelj uviđa svoje zlo i njegov domet, spoznaje patnju koju je prouzročio, kaje se za nju, spreman je nadoknaditi svu štetu koju je nanio i od žrtve traži oproštenje ostavljajući joj slobodu da učini što ona smatra ispravnim pri čemu je spreman i na moguće odbijanje molbe za oproštenjem. Mjesto opraštanja je zajednica i odnos s Bogom. Zajednica je kontekst oprosta, a ne televizija, ili drugi mediji. Dakako, zajednica gdje se živi Kristovo učenje dobrote i ljubavi. Drugo je sve komedija ili prilika za koristoljubivost.

## O potrebi opraštanja
Postoji najmanje četiri razloga zašto je potrebno opraštati: kako ne bismo zadržali u sebi i u drugima podnesenu nepravdu, kako ne bismo živjeli s negativnim osjećajem, kako ne bismo ostali prikovanim za prošlost i kako se ne bismo osvećivali. Često u našim životima možemo čuti izraze poput ovih: „E vidjet će on/ona svoga...", "Pokazat ću ja njemu", "Neće miloj majci..." tako čovjek na neki način počinje oponašati u zlu svoga uvrjeditelja, te se u njemu javlja sklonost da se i on pokaže zlim prema svom uvrjeditelju, i to još u većoj mjeri ("Klin se klinom izbija", "Tuk na utuk"). Potreba osvećivanja i oponašanja uvrjeditelja ponekad je izraz zla kojeg je osoba i sama iskusila, te to postaje poput lančane reakcije, koju može jedino opraštanje zaustaviti. Mnogi ljudi trpe zato što žive s trajnim negativnim osjećajem. Baš ti osjećaji mogu biti uzrok mnogih psihomatskih oboljenja, kao što je rak. Stručnjaci, a tako i Simonton, preporučuju opraštanje kao redovitu praksu u svakodnevnom životu, ne samo kao lijek protiv unutarnje napetosti i nemira, nego i protiv raznih suvremenih bolesti psihosomatskog tipa. Osoba koja ne želi ili ne može oprostiti teško uspijeva živjeti sadašnji trenutak, njezino vrijeme prolazi bez sreće.
Život joj je ostao usidren u prošlosti, dok sadašnjost prolazi, a budućnost postaje nedostižna. Kod onoga koji je uvrijeđen osveta je nagonska i spontana reakcija na uvrjedu. Ona pruža jedan narcisoidni užitak, no za koju cijenu? Zadovoljština koju donosi osveta je kratkotrajna te opsjednutost osvetom ne doprinosi nimalo iscjeljenju rane povrijeđenoga, čak štoviše, samo ju pogoršava. Nastojati vratiti jednako svom uvrjeditelju, uvlači čovjeka u oponašanje svog uvrjeditelja i otvara spiralu zla, gdje se stvara pakleni krug osvete i nasilja, koji samo praštanje može prekinuti. Moguće je imati lažnu ideju o opraštanju. Neka tumačenja doprinose da si ljudi stvaraju krivu sliku o opraštanju, te je nemali broj onih koji, pokušavajući prakticirati oproštenje, ulaze u slijepe ulice na duhovnom i psihološkom planu. Doživljavaju obeshrabrenja, nove nepravde, duhovne obmane, kao da su sebe izdali, te se doživljavaju zakočenima i u socijalnom i u vjerničkom rastu.

## Što opraštanje jest ili nije?
Oprostiti ne znači zaboraviti. Često se puta čuju riječi: "Ne mogu oprostiti, jer ne mogu zaboraviti", ili "Zaboravi sve", "Okreni novu stranicu", "Idemo dalje..." Takav način govora i postupanja je bez izlaza. Zaboraviti nesretan događaj, sve kad bi se i moglo, priječilo bi da se oprosti, jer se više ne bi znalo što se oprašta. S opraštanjem, sjećanje na uvredu gubi svoju žestinu. Zato se opraštanjem izliječeno pamćenje oslobađa svog negativnog tereta i čovjeka otvara za bolju i zdraviju sadašnjost i budućnost. 
Ispravno je reći: "Ne zaboravljam, ali opraštam". To hoće reći da oproštenje ne traži da se zaboravi uvreda. Oprostiti ne znači nijekati, jer i nijekanje je jedna vrsta pokušaja zaborava. Nijekanje je jedan od takvih oblika prisile i potiskivanja. Oproštenje koje traži potiskivanje, ili nepriznavanje vlastite istine o sebi ma kako ona bolna bila, nije oproštenje nego vodič u neurozu. Proces opraštanja pomaže čovjeku da prihvati istinu o sebi, prihvaćajući time i sve svoje emotivne reakcije, ma koliko se njima (ne) ponosio. Oproštenje je više nego samo čin volje. Volja ima veliku ulogu u našem životu, ali sama ne ostvaruje posao opraštanja. Oproštenje treba shvatiti kao rezultat jednog procesa u kojem imaju udjela i srce i duša i sve što čovjeka određuje. Nakon povrede, put oproštenja počinje kao proces učenja: o sebi, o uvrjeditelju, o životnim istinama, o Bogu. Konačni rezultat je oproštenje. Oproštenje se ne može narediti, jer je ono slobodan čin. Ono uključuje raspoloženje srca i volje. Kao što se nekome ne može narediti da nekoga voli, tako se ne može ni obvezati da oprosti. No, srce i volja se mogu poticati i odgajati za oproštenje. Oprostiti ne znači biti kao prije uvrjede, kao da se ništa nije dogodilo. Ljudi su skloni miješati oproštenje i pomirenje. Pomirenje je doista normalna posljedica opraštanja. Ali oproštenje nije isto što i pomirenje. Oproštenje može imati svoga smisla i onda kad se pomirenje i ne ostvari. To nisu iste stvarnosti. 
Sukob, povreda, prigoda je za preispitati odnos, i da se eventualno postavi na nove, čvršće temelje. Ili da se ono napusti. Slikovito bismo oprošenje i pomirenje mogli opisati kao mostogradnju. Povreda bi bilo nešto što je razdvojilo blisko. Takva, sada, razdvojena područja, da bi se ponovno približila, pomirila, iziskuju gradnju temeljenu na čvrstim uporištima. Za onoga koji je nanio povredu čvrsto uporiše bi značilo pokajanje i obraćenje, a onaj kojemu je nanesena povrjeda uporište nalazi u ispravnom opraštanju. Kada su takvi temelji postavljeni, moguće je postaviti most. Zašto govorimo o ovim čvrstim temeljima? Zato što, u protivnom, pri navali tereta i vjetrova, koji bi mogli "navaliti" na most, on bez čvrstih temelja ne može opstati. Nastaje velika ruševina, mnogo bolnija od samog razdvajanja. Oprostiti ne znači nužno odreći se svojih prava. Pravda zauzima uspostaviti prava povrijeđene osobe na objektivnoj razini, dok je opraštanje u prvom redu duhovni čin vlastite besplatne blagonaklonosti. Oproštenje koje ne suzbija nepravdu nije znak snage i hrabrosti, nego radije znak slabosti i lažne snošljivosti. Oprostiti drugomu ne znači nužno opravdati ga, pa tako možemo čuti govor poput ovoga: „Opraštam mu, nije on tome kriv. Imao je teško djetinjstvo, loš odgoj, utjecaj okoline..." Za opravdanje se mogu naći bezbrojne izlike. Oprostiti nije isto što i opravdati, tj. rasteretiti uvrjeditelja svake moralne odgovornosti kako bi čovjek ublažio svoju patnju. Oproštenje nije dokazivanje moralne nadmoćnosti.
Neka opraštanja više ponižavaju nego oslobađaju. Pod prividom velikodušnosti opraštanje se može pretvoriti u čin moralne nadmoćnosti. Jedan od primjera je kada čovjek pokušava sakriti svoju duboku poniženost ili kada se pokušava zaštiti od stida i odbačenosti. Pravo opraštanje nije nipošto očitovanje moći, nego je čin unutarnje snage. Treba zaista unutarnje snage da se prizna i prihvati vlastita ranjivost i da se ona ne želi prerušavati u privid lažne velikodušnosti. Opraštanje nije ni prebacivanje odgovornosti na Boga u kojem očekujem od Boga da on obavi sav posao opraštanja. Potrebno je pouzdati se u Božju providnost i pomoć, ali Bog neće učiniti naš dio posla umjesto nas. Opraštanje je proces. No oproštenje, osim volje u sebi uključuje cijeli niz drugih jednako važnih uvjeta da bi se ono moglo ostvariti: vrijeme, strpljivost sa samim sobom, ustrajnost u odluci da se ide do kraja, sposobnost motivacije i dr. Odluka -ne osvetiti se- je polazište svakog istinskog opraštanja. Opraštanje traži bavljenje sobom, a s druge strane mnoga nam se sredstva nude da pobjegnemo od sebe kao što su: nijekanje, bježanje u aktivizam, trošenje energije na traženje krivca, igranje uloge žrtve, pokušaj zaboravljanja, traženje kazne koja će biti dostojna uvrjede, samooptuživanje do depresivnosti.... Opraštanje drugome nužno mora proći kroz opraštanje sebi.

## Kako oprostiti?
Opraštanje je rezultat procesa koji uvlači u svoj hod cijelog čovjeka. Taj hod se može prepoznati kroz sljedeće faze: 
- 1. Odlučiti ne osvetiti se i prekinuti agresiju.
- 2. Priznati svoju ranjenost i svoje nutarnje siromaštvo.
- 3. Podijeliti svoju povrijeđenost s nekim.
- 4. Dobro identificirati svoj gubitak da bi se obavilo žalovanje.
- 5. Prihvatiti svoju srdžbu i svoju volju za osvetom.
- 6. Oprostiti sam sebi.
- 7. Početi shvaćati svog uvrjeditelja.
- 8. Naći smisao svojoj povrijeđenosti u svom životu.
- 9. Spoznati se dostojnim oproštenja i već pomilovanim.
- 10. Prestati htjeti oprostiti pod svaku cijenu.
- 11. Otvoriti se milosti opraštanja.
- 12. Odlučiti okončati odnos ili ga obnoviti.

Odlučiti ne osvetiti se jest prvi korak k opraštanju, zatim je potrebno zaustaviti napadačke čine, ako su oni prisutni. To nije isto kao i obrana, jer potrebno je braniti se, ali u toj obrani zadržati stav neosvećivanja. Nepravda se može okončati i kroz druge razne mogućnosti, a ne samo osvetom ili napadima. Nakon podnesene uvrjede potrebno je priznati, prihvatiti i relativizirati svoju bol i osjećaj stida, a ne bježati od njega. Podijeliti povrijeđenost s onim tko zna slušati, a da ne sudi, moralizira ili dijeli savjete sljedeći je korak u procesu opraštanja. Izricanjem emocija prestaje njihova slijepa vladavina nad čovjekom, jer si ih on posvješćuje i time lakše njima upravlja te dolazi do puta mira u sebi. Dobro identificirati svoj gubitak pomaže i tome kako ne bismo od male uvrjede ili lakšeg zla načinili veliku uvrjedu i veliko zlo koje zahtijeva duže vrijeme opraštanja. Emocije koje se u čovjeku stvore nakon uvrjede traže da budu prepoznate, upravljane i svjesno upotrebljavanje. Oprostiti samome sebi, znači prihvatiti samoga sebe onakvim kakav jesam. Upravo je to temeljna točka u procesu opraštanja, jer je bez nje nemoguće oprostiti drugome. Razumjeti svog uvrjeditelja znači osjećati se spremnim izići iz sebe i pokušati razumieti onoga koji ti je nanio zlo. No, ovom etapom se može pozabaviti samo onaj koji je svladao prethodne, inače je uzaludno. Dobro je pitati se što mogu naučiti od ove nepravde, zla ili uvrjede koja mi je nanesena, te pronaći smisao svoje povrijeđenosti. U sljedećoj, devetoj fazi samo onaj koji je imao iskustvo oproštenja može i uistinu oprostiti. Sadržaj i pouka sljedeće faze jest prihvatiti da čovjek nije jedini činitelj svog oproštenja, nego je potrebno surađivati s božanskim, milosnim djelovanjem o kojem nam govori i jedanaesta faza. Na kraju, normalan i poželjan slijed jest da nakon oproštenja dođe do pomirenja, no on nije uvijek moguć. Oproštenje nije isto što i pomirenje te je stoga, radi našeg unutarnjeg mira i slobode oproštenje nužno. Oproštenje je prije svega raspoloženje srca.